# 十王村
十王村（じゅうおうむら）は、かつて山形県西置賜郡にあった村。

## 沿革
- 1889年（明治22年）4月1日 - 町村制施行に伴い、十王村，萩野村，滝野村，中山村が合併して西置賜郡白鷹村が成立。
- 1892年（明治25年）6月21日 - 白鷹村から大字十王が分立、村制施行して十王村が発足。
- 1954年（昭和29年）10月1日 - 荒砥町、蚕桑村、鮎貝村、白鷹村、東根村と合併して白鷹町となる。